# 2287 Kalmykia
2287 Kalmykia (1977 QK3) là một tiểu hành tinh vành đai chính được phát hiện ngày 22 tháng 8 năm 1977 bởi N. S. Chernykh ở Đài vật lý thiên văn Crimean. Nó được đặt theo tên của vùng Kalmykia thuộc Cộng hòa Liên bang Nga. 